# Вурман-Янишево
Вурма́н-Яні́шево (рос. Вурман-Янишево, чув. Вăрман Енĕш) — присілок у складі Канаського району Чувашії, Росія. Входить до складу Ямашевського сільського поселення.
Населення — 331 особа (2010; 371 у 2002).
Національний склад:
- чуваші — 100 %